# Équipe de Suisse de football en 1966
Cet article présente les résultats de l'équipe de Suisse de football lors de l'année 1966. En avril et juillet, elle rencontre pour la première fois les équipes d'Union soviétique et d'Argentine.

## Bilan
|           | Nombre de matchs | Victoires | Défaites | Matchs nuls | Buts marqués | Buts encaissés |
| Domicile  | 2                | 0         | 0        | 2           | 3            | 3              |
| Extérieur | 3                | 0         | 3        | 0           | 3            | 8              |
| Neutre    | 3                | 0         | 3        | 0           | 1            | 9              |
| Total     | 8                | 0         | 6        | 2           | 7            | 20             |

## Matchs et résultats
| Match amical                              | Suisse                 | 2 - 2   | Union soviétique              | Stade Saint-Jacques, Bâle                            |                                                      |
| 20 avril 1966 · Historique des rencontres | Hosp 59e · Grobéty 73e | (0 - 2) | 3e Tchislenko · 9e Ponedelnik | Spectateurs : 40 000 Arbitrage : Johan Einar Boström | Spectateurs : 40 000 Arbitrage : Johan Einar Boström |
| 20 avril 1966 · Historique des rencontres | Rapport                |         |                               | Spectateurs : 40 000 Arbitrage : Johan Einar Boström | Spectateurs : 40 000 Arbitrage : Johan Einar Boström |

| Match amical                            | Hongrie                   | 3 - 1   | Suisse   | Népstadion, Budapest                              |                                                   |
| 5 juin 1966 · Historique des rencontres | Farkas 44e · Bene 45e 65e | (2 - 0) | 69e Kuhn | Spectateurs : 30 000 Arbitrage : Giulio Campanati | Spectateurs : 30 000 Arbitrage : Giulio Campanati |
| 5 juin 1966 · Historique des rencontres | Rapport                   |         |          | Spectateurs : 30 000 Arbitrage : Giulio Campanati | Spectateurs : 30 000 Arbitrage : Giulio Campanati |

| Match amical                             | Suisse       | 1 - 1   | Mexique    | La Pontaise, Lausanne                           |                                                 |
| 18 juin 1966 · Historique des rencontres | Odermatt 1re | (1 - 1) | 5e Padilla | Spectateurs : 19 000 Arbitrage : Mathias Frisch | Spectateurs : 19 000 Arbitrage : Mathias Frisch |
| 18 juin 1966 · Historique des rencontres | Rapport      |         |            | Spectateurs : 19 000 Arbitrage : Mathias Frisch | Spectateurs : 19 000 Arbitrage : Mathias Frisch |

| Coupe du monde 1966 - Groupe B                      | Allemagne de l'Ouest                                   | 5 - 0   | Suisse | Hillsborough, Sheffield                        |                                                |
| 12 juillet 1966 · 19h30 · Historique des rencontres | Held 16e · Haller 20e 77e (pen.) · Beckenbauer 40e 52e | (3 - 0) |        | Spectateurs : 36 127 Arbitrage : Hugh Phillips | Spectateurs : 36 127 Arbitrage : Hugh Phillips |
| 12 juillet 1966 · 19h30 · Historique des rencontres | Rapport                                                |         |        | Spectateurs : 36 127 Arbitrage : Hugh Phillips | Spectateurs : 36 127 Arbitrage : Hugh Phillips |

| Coupe du monde 1966 - Groupe B                      | Espagne                   | 2 - 1   | Suisse      | Hillsborough, Sheffield                          |                                                  |
| 15 juillet 1966 · 19h30 · Historique des rencontres | Sanchís 57e · Amancio 75e | (0 - 1) | 29e Quentin | Spectateurs : 32 028 Arbitrage : Tofik Bakhramov | Spectateurs : 32 028 Arbitrage : Tofik Bakhramov |
| 15 juillet 1966 · 19h30 · Historique des rencontres | Rapport                   |         |             | Spectateurs : 32 028 Arbitrage : Tofik Bakhramov | Spectateurs : 32 028 Arbitrage : Tofik Bakhramov |

| Coupe du monde 1966 - Groupe B                      | Argentine              | 2 - 0   | Suisse | Hillsborough, Sheffield                         |                                                 |
| 19 juillet 1966 · 19h30 · Historique des rencontres | Artime 53e · Onega 81e | (0 - 0) |        | Spectateurs : 32 127 Arbitrage : Joaquim Campos | Spectateurs : 32 127 Arbitrage : Joaquim Campos |
| 19 juillet 1966 · 19h30 · Historique des rencontres | Rapport                |         |        | Spectateurs : 32 127 Arbitrage : Joaquim Campos | Spectateurs : 32 127 Arbitrage : Joaquim Campos |

| Match amical                                | Belgique    | 1 - 0   | Suisse | Albert Dyserynck, Bruges                         |                                                  |
| 22 octobre 1966 · Historique des rencontres | Claessen 4e | (1 - 0) |        | Spectateurs : 13 000 Arbitrage : Pierre Schwinte | Spectateurs : 13 000 Arbitrage : Pierre Schwinte |
| 22 octobre 1966 · Historique des rencontres | Rapport     |         |        | Spectateurs : 13 000 Arbitrage : Pierre Schwinte | Spectateurs : 13 000 Arbitrage : Pierre Schwinte |

| Éliminatoires de l'Euro 1968                        | Roumanie                        | 4 - 2   | Suisse                    | Stade de la République, Bucarest            |                                             |
| 2 novembre 1966 · 14h45 · Historique des rencontres | Dridea 8e · Frățilă 12e 25e 38e | (4 - 0) | 52e Künzli · 70e Odermatt | Spectateurs : 20 000 Arbitrage : Jim Finney | Spectateurs : 20 000 Arbitrage : Jim Finney |
| 2 novembre 1966 · 14h45 · Historique des rencontres | Rapport                         |         |                           | Spectateurs : 20 000 Arbitrage : Jim Finney | Spectateurs : 20 000 Arbitrage : Jim Finney |